# Maurice III de Craon
Pour les autres membres de la famille, voir Famille de Craon.
Maurice III de Craon, né vers 1184 et mort le 25 juillet 1207, est seigneur de Craon  du 12 juillet 1196 à sa mort.

## Biographie
Maurice III de Craon est né vers 1184. Il est le fils aîné de Maurice II de Craon, seigneur de Craon, et d'Isabelle de Meulan.
Il devient seigneur de Craon en succédant à son père à la mort de celui-ci, le 12 juillet 1196. Il est alors mineur et est cité avec sa mère,. Il est cité pour la première fois en tant que seigneur de Craon dans un acte daté du 14 octobre 1201, par lequel son demi-frère Juhel III de Mayenne et leur mère Isabelle de Meulan s'engagent à être fidèle à Jean sans Terre,.
En mars 1203, Maurice III de Craon prête hommage au roi de France Philippe II Auguste, pour la durée de la captivité d'Arthur Ier de Bretagne,. Le 13 mai 1206, Maurice III de Craon jure fidélité au roi Philippe II Auguste, : il s'engage à garder les anciens fiefs de Pierre IV de La Garnache et à remettre son héritier, Pierre V de La Garnache, au sénéchal d'Anjou, Guillaume des Roches,. En échange, le roi lui inféode la seigneurie de Plaimel ou Plaimol,.
On ne lui connaît pas d'alliance matrimoniale. Maurice III de Craon a laissé un sceau équestre, qui est le plus ancien portant les armoiries des Craon, sur l'écu,.
Le dernier acte connu de Maurice III de Craon date de 1207 et le premier de son frère Amaury date de 1209. On sait par ailleurs qu'il est mort le 25 juillet. Il est donc très probablement mort le 25 juillet 1207,. Son frère Amaury Ier de Craon lui succède à la tête de la seigneurie de Craon.